# Hemidactylus gracilis
Hemidactylus gracilis este o specie de șopârle din genul Hemidactylus, familia Gekkonidae, descrisă de Blanford 1870. Conform Catalogue of Life specia Hemidactylus gracilis nu are subspecii cunoscute.